# Мероїтська мова
Мероїтська мова — зникла мова стародавньої держави Мерое, поширена у долині Нілу між Асуаном і Хартумом на території сучасного Єгипту  та Судану протягом VIII ст. до н. е.. - IV ст. н. е.. Для її запису існувала особлива мероїтська писемність (алфавіт з 23 знаків), створена за зразком єгипетських одноприголосних знаків з староєгипетських ієрогліфів.